# رومن هرینویچ
رومن هرینویچ (انگلیسی: Roman Hrynevych؛ زادهٔ ۸ دسامبر ۱۹۷۱) ورزشکار روئینگ اهل اوکراین است. وی همچنین از قایقرانان روئینگ بازی‌های المپیک تابستانی ۱۹۹۶ بوده است.